# Zwei kleine Helden
Zwei kleine Helden ist ein vielfach ausgezeichneter Kinderfilm aus Schweden (2003), der gesellschaftliche Phänomene wie Arbeitslosigkeit, Immigration, allein erziehende Eltern, Selbstbestimmung und religiösen Glauben beschreibt.

## Handlung
Der zehnjährige Marcello leidet unter den unrealistischen Hoffnungen, die seine Eltern in ihn setzen. Deshalb plagen ihn Versagensängste und mangelndes Selbstwertgefühl. Er bittet Jesus um Beistand.
Am nächsten Tag kommt die Muslimin Fatima neu in die Klasse. Im Gegensatz zu Marcello ist sie selbstbewusst und eine tolle Fußballerin. Aber auch sie hat Probleme. Ihre Mutter ist gestorben und sie muss sich gegen ihre Brüder behaupten. Diese wollen darüber wachen, dass sie mit diesem Sport aufhört und nicht mit Jungen Kontakt hat.
Marcello und Fatima werden Freunde. Sie versprechen einander, dass sie beide ihre Träume erfüllen wollen.

## Auszeichnungen
Der Film erhielt unter anderen den Preis der deutschen Videowirtschaft und den Hauptpreis der Kinderjury der Stuttgarter Kindertage.

## Kritiken
„Sorgfältig und einfallsreich gestalteter Kinderfilm, der unaufdringlich auch gesellschaftliche Probleme wie Arbeitslosigkeit, Rassismus und die Integration fremder Kulturen in seine humorvoll erzählte Geschichte einarbeitet. Durch das gewinnende Spiel der kleinen Hauptdarsteller bietet er vor allem jungen Zuschauer viele Ansätze zur Identifikation.“